# مارتن ينانتس
مارتن ينانتس (بالفرنسية: Maarten Wynants)‏ ولد بتاريخ 13 مايو 1982 في بلجيكا، هو دراج بلجيكي سابق في صنف سباق الدراجات على الطريق.

## روابط خارجية
- مارتن ينانتس على موقع الاتحاد الدولي للدراجات (الإنجليزية)
- مارتن ينانتس على موقع أرشيف الدراجات (الإنجليزية)
- مارتن ينانتس على موقع إحصائيات الدراجات الإحترافية (الإنجليزية)
- مارتن ينانتس على موقع نسبة الدراجات (الإنجليزية)
- مارتن ينانتس على موقع CycleBase (الإنجليزية)
- Maarten Wynants profile